# Juan de Zumárraga
Juan de Zumárraga, O.F.M., född 1468 i Durango i Baskien, Spanien, död 3 juni 1548 i Ciudad de Mexico i Nya Spanien, var den förste biskopen av Mexiko. 1547 blev han upphöjd till ärkebiskop.

## Franciskaner
Zumárraga trädde in i franciskanorden och blev prästvigd inom den. Från 1520 ledde hans franciskanernas ordensprovins Concepción. 1527 nominerade kejser Karl V honom till förste biskop av Mexiko (och till Protector de los Indios). 

## Amerika
Zumárraga kom till Amerika 1528, och började omedelbart att organisera kristnandet av indianerna. Han upprättade församlingar och invigde 1531 det som skulle bli mexikanernas nationalhelgedom La Nuestra Señora de Guadalupe. Zumárraga kom i konflikt med den världsliga makten då han protesterade mot det han menade var maktmissbruk, och måste därför vända tillbaka till Spanien 1532. Men 1534 återkom han till Mexiko, där han kastade sig in i arbetet. 

## Skolor, sjukhus, mission
Juan de Zumárraga utvecklade skolor som Colegio de la Santa Cruz de Tlatelolco och Colegio San Juan de Letrán, där de framstående indianfamiljernas söner fick undervisning. Han grundlade sjukhuset Amor de Dios och 1539 kolonins första tryckeri. Från 1536 till 1543 var Zumárraga inkvisitor, och engagerade sig då för ödeläggelsen av indiantemplen. Zumárraga skrev också katekeser.

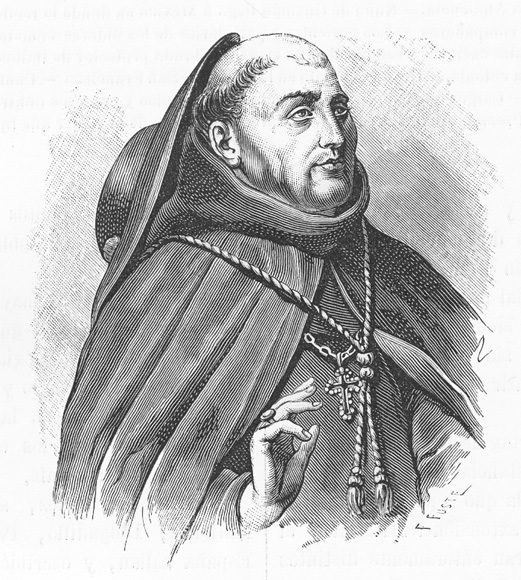
Juan de Zumárraga